# Driver's Ed
Driver's Ed är en amerikansk actionkomedifilm, som har en planerad premiär i september 2025 på Toronto International Film Festival. Filmen är regisserad av Bobby Farrelly efter ett manus skrivet av Thomas Moffett.

## Handling
Filmen handlar om en grupp tonåringar stjäl skolans övningskörningsbil för att ge sig ut på en roadtrip och hjälpa en sistaårselev på gymnasiet att hitta sin flickvän.

## Rollista (i urval)
- Kumail Nanjiani
- Molly Shannon
- Sam Nivola
- Aidan Laprete
- Alyssa Milano